# La Bourgogne (schip, 1886)

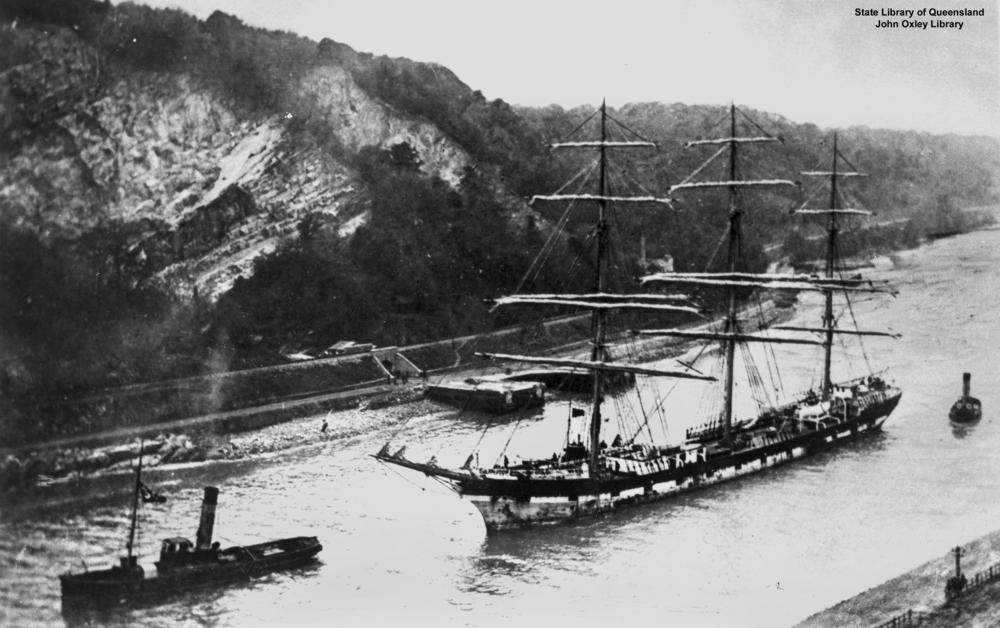
Cromartyshire

De La Bourgogne was een Frans passagiersschip dat als laatste van zowel masten als stoommachine werd voorzien. Het was het snelste Franse schip in de jaren 1880.

## De rampen
In februari 1896 botste de Bourgogne met de SS Ailsa van Atlas Line voor de Amerikaanse kust waarbij de Ailsa zonk.
Op 4 juli 1898 botste de Bourgogne, met 506 passagiers en 220 bemanningsleden aan boord, tegen de Cromartyshire in mistig weer. SS La Bourgogne probeerde nog te stranden op Sable-eiland aan de kust van Nova Scotia. De evacuatie verliep chaotisch en gewelddadig waardoor er meerdere klachten kwamen van passagiers tegen bemanningsleden.
Ondanks dat 50% van de bemanning en 12% van de passagiers de ramp overleefde werden er geen echte bewijzen gevonden. Er vielen uiteindelijk 549 slachtoffers en er waren 174 overlevenden.
Overlevenden werden met het vrachtschip SS Grecian van L'Allan Line naar Halifax gebracht.
De vader van A.H. Nijhoff was een van de slachtoffers.